# Speronella Dalesmanni
Speronella Dalesmanni o Dalesmanin (Padova, 1149 – 24 dicembre 1199), figlia di Dalesmano e Mabilia Dalesmanni, madre di Zamponia e di Jacopo da Sant'Andrea.
Nobile e ricca feudataria del vescovo di Padova, a seguito di diversi matrimoni entrò in possesso di un ampio territorio compreso tra il Brenta ed il Musone, e tra Santa Maria di Non, attuale frazione di Curtarolo, e la laguna di Venezia.

## Tra leggenda e storia

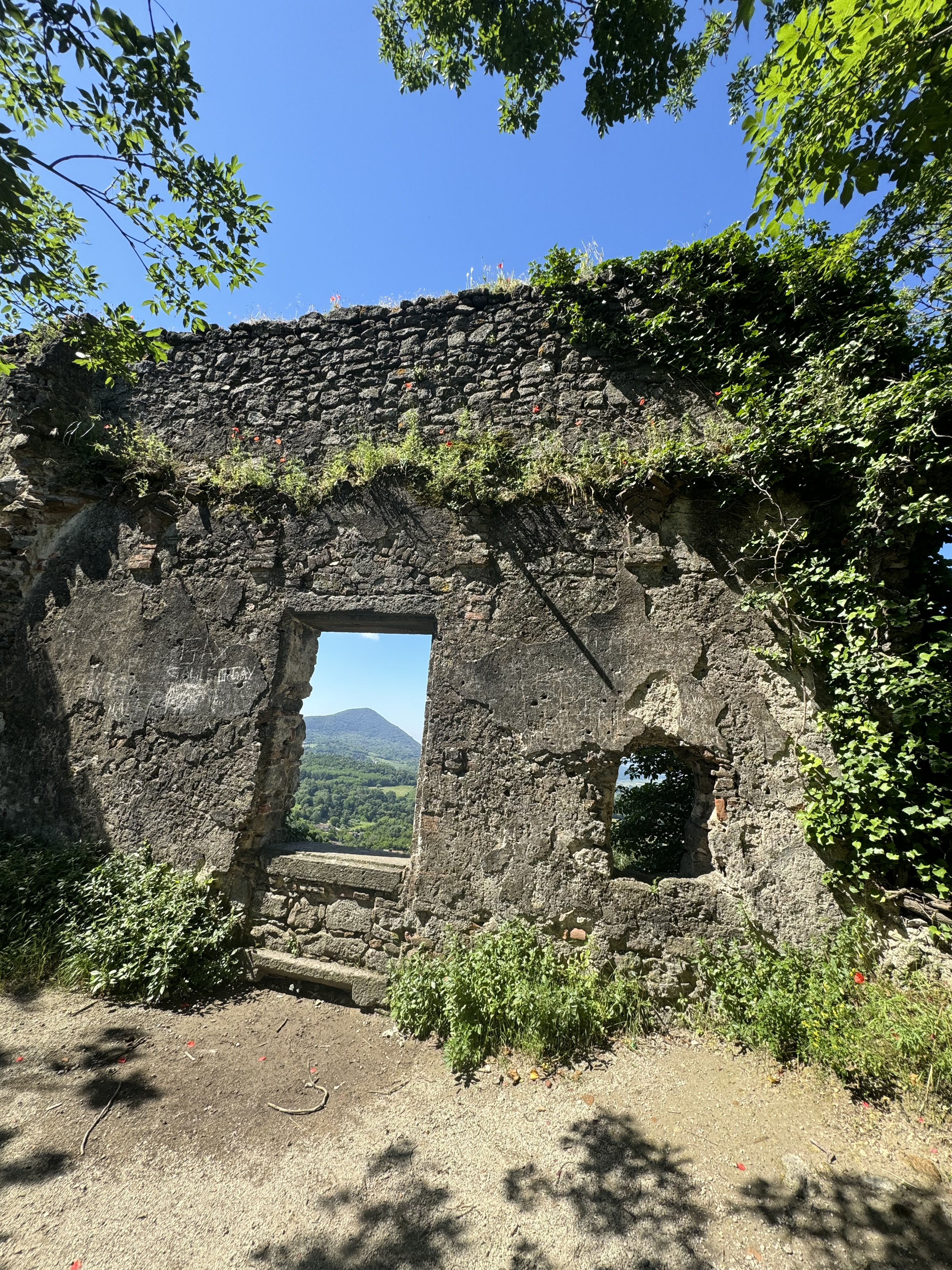
Resti del castello di Rocca Pendice

La vita di Speronella è piena di cronache storiche e di leggende.
Speronella risulterebbe già sposata con Jacopino da Carrara nel 1163 o nel 1164, quando avrebbe divorziato (sembra che fosse una scelta comune per le ricche dame dell'epoca) per il vicario imperiale in Padova, il conte Pagano della Torre (1160-1163).
La leggenda invece narra che il conte Pagano la rapì portandola nella Rocca Pendice di Teolo e che, per vendetta, il fratello Dalesmannino organizzò l'assedio con i nobili di Padova, tra i quali Alberto da Baone e Azotto degli Altichieri, e che l'assedio portò, il 23 giugno 1164 alla sconfitta del rappresentante dell'imperatore Federico Barbarossa, dichiarando così la nascita del libero comune di Padova.
Sull'onda dell'esempio di Padova anche Treviso, Vicenza, Verona e molte altre città italiane si ribellarono al Barbarossa e diedero vita alla Lega Lombarda, costituita a Pontida il 7 aprile 1167. Successivamente ci fu la tregua di Venezia (27 luglio 1177) e la pace di Costanza (25 giugno 1183). A ricordo dell'evento del 23 giugno 1164 il libero comune di Padova istituì negli anni successivi una festa dei fiori e dei giochi. Per quanto riguarda la leggenda la bella Speronella sarebbe sta data in moglie a Pietro da Zaussano della famiglia dei Traversari, fratello di uno dei presunti liberatori.
Non è certo ma successivamente a Pietro, Speronella avrebbe sposato un tale Pietro da Gennaro e successivamente, nel 1170, sembra accertato che Speronella sposò Ezzelino II “il Monaco”, della famiglia degli Ezzelini, signore di Onara, attuale frazione di Tombolo. Non è certa la data ma, secondo lo storico padovano Giovanni Brunacci (1711-1772), Speronella abbandonò Ezzelino II per Olderico Fontana da Monselice, dal quale ebbe sicuramente un figlio, Jacopo da Sant'Andrea di Codiverno.
In occasione delle nozze di Francesca Trissino con Antonio Porto Barbarano, nel 1832, venne pubblicato il Brano di Novella di Jacopo Cabianca che in versi racconta lo storico ratto di Speronella.
Il Ratto di Speronella o Padova liberata è anche un poema scritto da G. S. Ferrari, dedicato al padre Eugenio.

## Il testamento
Speronella morì il 24 dicembre 1199 a cinquanta anni di età. È ricordata storicamente per il suo testamento (conservato presso la Biblioteca capitolare di Padova), rogato il 2 ottobre 1192 e con un codicillo del 10 giugno 1199, da Albertino di Nicolò, notaio del "Sacro Palazzo".
Nominò erede universale il figlio Jacopo da Sant'Andrea, di cui Dante Alighieri fa cenno nel canto XIII dell'Inferno.
Al marito lasciò i suoi possedimenti di Fabrico, Sant'Angelo di Sala (Sant'Angelo di Santa Maria di Sala), e Rivaleto ("Rivale"); alla figlia Zamponia altri beni. Ad un certo Spinabello di Zulinigo (Zianigo) lasciò terre in Martezana, Santambrosone (Sambruson) e Cazzago, frazione di Pianiga. Lasciò inoltre molti lasciti a favore di chiese, monasteri, ospedali, non solo di Padova ma anche del padovano, del Dogado e nella città di Venezia, della Marca di Treviso, del Ferrarese, della Toscana, fino all'ospedale di San Giovanni in Gerusalemme.
Tra le chiese citate ci sono quelle di: San Giacomo vicino al suo castello di Codiverno, Sant'Andrea di Codiverno, la Pieve di San Prosdocimo oltre Brenta, donazioni al Monastero di Santa Lucia di Brenta presso attuale S. Croce Bigolina di Cittadella, di Murelle, di Sant'Eufemia di Borgoricco e l'oratorio di San Nicolò in Favariego, San Bartolomeo di Ballò, San Silvestro di Vetrego. Nel testamento è ricordata la chiesetta di Carpane nel paese di Loreggia.

## Altri familiari
Il fratello di Speronella, Dalesmanino, fu nominato Console di Padova nel 1183 e Podestà nel 1204.

## Toponomastica

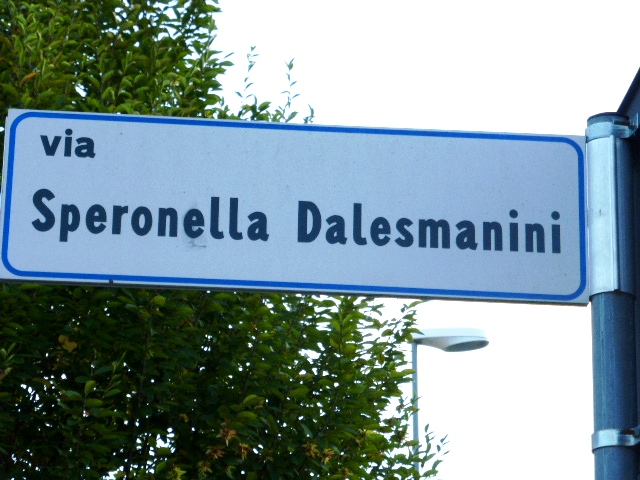
Vigonza. Via Speronella Dalesmanini

Il comune di Borgoricco ha ricordato Speronella Dalesmanina intitolandole una via del graticolato romano.
Il comune di Vigonza le ha intitolato una via.